# Anerincleistus hirsutus
Anerincleistus hirsutus är en tvåhjärtbladig växtart som beskrevs av Pieter Willem Korthals. Anerincleistus hirsutus ingår i släktet Anerincleistus och familjen Melastomataceae. Inga underarter finns listade i Catalogue of Life.